# Национальная армия сопротивления
Национальная армия сопротивления (англ. National Resistance Army, НАС) — военное крыло угандийской политической партии Движение национального сопротивления. В 1981—1986 годах вело повстанческую вооружённую борьбу против правительства Уганды во главе с Милтоном Оботе (позже во главе с военной хунтой), известную под названием «Война в кустах».
НАС была создана в 1981 году, когда Народная армия сопротивления (НАР) Йовери Мусевени объединилась с группировкой «Борцы за свободу Уганды», созданной бывшим президентом Юсуфов Луле. Мусевени, лидер партии Угандийское патриотическое движение объявил выборы 1980 года в стране фальсифицированными и призвал к вооружённому восстанию против нового правительства. Группировка получала поддержку со стороны ливийского лидера Муаммара Каддафи. 
После победы сторонников Мусевени в гражданской войне НАС была официально реорганизовала в вооружённые силы Уганды.